# Hans Letsch

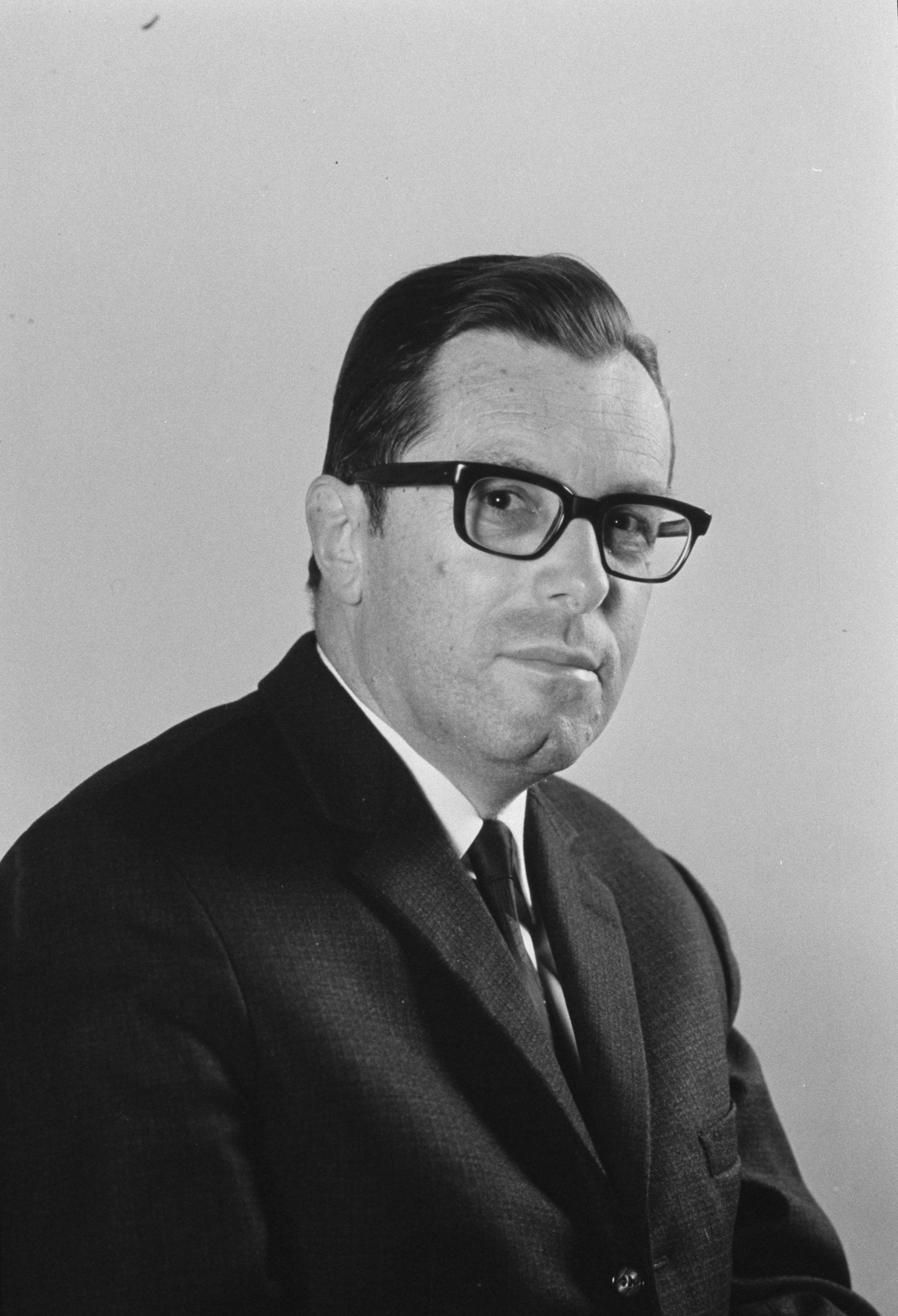
Hans Letsch (1971)

Hans Letsch (* 31. März 1924 in Rheineck SG; † 18. Oktober 2015 in Safenwil; heimatberechtigt in Dürnten) war ein Schweizer Politiker (Freisinnig-Demokratische Partei). Er vertrat den Kanton Aargau sowohl im Nationalrat als auch im Ständerat.

## Leben
Der Sohn eines Methodistenpredigers absolvierte 1939–1944 das Lehrerseminar in Zürich. Das Wirtschaftswissenschafts-Studium 1947–1951 an der Universität Zürich schloss er als Dr. oec. publ. ab. Studienaufenthalte führten in zur London School of Economics and Political Science, an das Finanzwirtschaftliche Forschungsinstitut der Universität zu Köln und zur Ludwig-Erhard-Stiftung. 

### Beruf
Ab 1952 war er Leiter der Finanzkontrolle des Kantons Aargau. Nachdem er 1959–1961 Finanzinspektor der Stadt Zürich war, zog er wieder in den Aargau und übernahm für die folgenden sieben Jahre die Leitung der kantonalen Finanzverwaltung. Ab 1968 war er als Generalsekretär des Eidgenössischen Volkswirtschaftsdepartements tätig. 1970 wechselte er in die Privatwirtschaft und war bis 1996 Direktionspräsident, später Vizepräsident des Verwaltungsrats des Haushaltgeräteunternehmens V-Zug. 1985–1989 präsidierte er den Schweizerischen Arbeitgeberverband. Darüber hinaus war er Mitglied des Verwaltungsrats der Unternehmen Sandoz, Metall Zug, Dätwyler Holding, Hero und Jura-Zement. An der Universität St. Gallen war er Titularprofessor für Finanzwissenschaft und Wirtschaftspolitik. 

### Politik
Für die Freisinnig-Demokratische Partei vertrat Letsch den Kanton Aargau im Nationalrat (1971–1979) und im Ständerat (1979–1987). Er äusserte sich 2006 in einem Referat im Herbst 2005 im Athenaeum-Club Aargau/Solothurn Wie viel Führung erträgt unsere Demokratie kritisch gegen die Machtausübung des Bundesrates und Behördenpropaganda.

## Ehrungen
- 1987 Preisträger der Max Schmidheiny-Stiftung
- 1994 Preisträger der Stiftung für Abendländische Ethik und Kultur.

## Werke (Auswahl)
- Die Aufgaben- und Lastenverteilung zwischen Staat und Gemeinden im zürcherischen Schulwesen. Ein Beitrag zum zürcherischen Finanzausgleich. 1951. (Diss. Volkswirtschaft, Univ. Zürich 1951).

- Soziale Marktwirtschaft als Chance – die Schweiz auf dem Prüfstand. Sauerländer, Aarau 1992, ISBN 978-379-4-13596-7.
- Stoppt den Staat – er ist zu teuer. 1996.
- Freiheit und Verantwortung – ein Kompass im Labyrinth politischen Wunschdenkens. Aargauische Stiftung für Freiheit und Verantwortung in «Politik und Wirtschaft». 1998.
- Eigenständig – die Schweiz ein Sonderfall. Moderne Industrie, Zürich 2002, ISBN 3-478-30160-2.
- Ikarus – Übermut fordert seinen Preis . Hg. Aargauische Stiftung für Freiheit und Verantwortung, 2004.